# Gorgoniceps viridula
Gorgoniceps viridula är en svampart som beskrevs av Huhtinen & Iturr. 1987. Gorgoniceps viridula ingår i släktet Gorgoniceps och familjen Helotiaceae.  Artens status i Sverige är: Ej påträffad. Inga underarter finns listade i Catalogue of Life.